# Krzysztof Meklemburski
Krzysztof meklemburski, niem. Christoph von Mecklenburg-Schwerin (ur. 30 lipca 1537 w Augsburgu, zm. 4 marca 1592 w Tempzinie) – książę z dynastii meklemburskiej, administrator biskupstwa Ratzeburga (1554-1592), koadiutor arcybiskupstwa ryskiego (1555-1569).
Młodszy syn Albrechta VII (zm. 1547), księcia Meklemburgii-Schwerin, pana na Güstrow, i Anny brandenburskiej, córki elektora Joachima I Nestora Hohenzollerna.
Będąc młodszym, trzecim z kolei synem książęcym, został przeznaczony do stanu duchownego, gdzie miał robić karierę odpowiadającą jego książęcemu pochodzeniu. W 1554 został administratorem ewangelickiego biskupstwa w Ratzeburgu. W 1555 Krzysztof został mianowany koadiutorem arcybiskupstwa ryskiego w Inflantach. Arcybiskup Wilhelm Hohenzollern, brat księcia zsekularyzowanych Prus Albrechta Hohenzollerna, mianując Krzysztofa, rozniecił kryzys polityczny w państwie zakonu krzyżackiego w Inflantach, gdzie trwały spory pomiędzy obrońcami niezależności zakonu a zwolennikami jego sekularyzacji, popieranymi przez króla Polski Zygmunta II Augusta i Albrechta Hohenzollerna. Przeciwnik sekularyzacji wielki mistrz Henryk von Gallen na swego koadiutora powołał z kolei Johanna Wilhelma Fürstenberga, dotychczasowego komtura Fellina. Marszałek krajowy zakonu Jaspar von Münster, przewodzący stronnictwu propolskiemu, sam liczył na stanowisko koadiutora wielkiego mistrza. Wobec wybuchu walk wewnętrznych abp Rygi i jego koadiutor Krzysztof meklemburski zostali wygnani i zwrócili się o pomoc do Zygmunta Augusta, co spowodowało wojskową interwencję Rzeczypospolitej. Gdy w sierpniu 1556 wojsko polsko-litewskie zebrało się na Żmudzi, Fürstenberg, będący już nowym wielkim mistrzem zakonu, nie mogąc liczyć na żadną pomoc, ugiął się przed żądaniami i Wilhelm Hohenzollern powrócił na swoje arcybiskupstwo, a wraz z nim Krzysztof meklemburski odzyskał stanowisko koadiutora.
Spory polityczne w Inflantach, kryzys państwa zakonnego i sprzeczne interesy jego wielkich sąsiadów, tj. Rzeczypospolitej, Rosji, Danii i Szwecji oraz Cesarstwa, doprowadziły do wybuchu w 1558 wojny Rzeczypospolitej z Rosją, która po przyłączeniu się w 1563 do działań wojennych Danii i Szwecji przerodziła się w tzw. I wojnę północną. W 1561 r. nastąpiła sekularyzacja państwa kawalerów mieczowych i powstało księstwo kurlandzkie. Mimo to wojna trwała nadal, w czasie działań wojennych, w lutym 1563 r. zmarł abp Rygi Wilhelm von Hohenzollern. Krzysztof meklemburski w porozumieniu z królem Szwecji Erykiem XIV chciał objąć opuszczone arcybiskupstwo, ale przeszkodziły mu w tym wojska polsko-litewskie, które pod wodzą Ernesta Wejhera (Weihera) zdobyły zamek Dahlen, gdzie Krzysztof dostał się do niewoli, zostawszy wywieziony później do Wilna. Przebywając w niewoli Krzysztof, będąc pijanym, zabił swego nadzorcę Stanisława Wąsowicza, jednego z organizatorów floty kaperskiej Zygmunta Augusta. Funkcję koadiutora arcybiskupstwa ryskiego Krzysztof pełnił do 1569 r.
Pierwszą żoną Krzysztofa była poślubiona 27 października 1573 na zamku w Koldyndze Dorota duńska (ur. 1528), córka króla Danii Fryderyka I i Zofii pomorskiej. Dorota zmarła 11 listopada 1575 w rezydencji biskupiej w Schönberg w Meklemburgii. Kolejną żoną Krzysztofa została Elżbieta szwedzka, córka króla Szwecji Gustawa I Wazy. Ślub miał miejsce 7 maja 1581 w Sztokholmie. Po śmierci Krzysztofa (1592) wdowa powróciła do Szwecji. Zmarła 20 listopada 1597 i została pochowana w katedrze w Uppsali. Krzysztof spoczął w katedrze w Schwerinie. Na zamówienie żony w północnej kaplicy ambitu stanął nagrobek przedstawiający parę książęcą na klęczniku. Dzieło wykonał w latach 1594-1596 flamandzki warsztat Roberta Coppensa i pomorski malarz Georg Strachen.
Jedynym dzieckiem Krzysztofa i Elżbiety była Małgorzata (ur. 11 lipca 1584, zm. 16 listopada 1616), która 9 października 1608 wyszła za mąż za swego krewnego, księcia Jana Albrechta II (wnuk najstarszego brata Krzysztofa).